# Dawn of Gulf Aden hadművelet
A Dawn of Gulf Aden hadművelet (koreaiul: 아덴 만 여명 작전, Aden man jongmjong csakcson) a Dél-Koreai Haditengerészet szomáliai kalózok ellen az Arab-tengeren indított támadása volt. A támadás annak a következménye lett, hogy a kalózok elfoglalták az egyik vegyi anyagokat szállító hajót, a Samho Jewelryt. Erre válaszul a Dél-Koreai Haditengerészet a helyszínre küldött egy rombolót és 30 haditengerészt. Feladatuk a hajó visszafoglalása és a személyzet kimentése volt. Miután több napig üldözték a hajót, és megütköztek a kalózokkal, a haditengerészet csapatai sikeresen az elrabolt hajó a fedélzetre léptek, és 2011. január 21-én erővel visszafoglalták. 2 ütközetben a 17 kalóz közül 8 életét vesztette.

## Előzmények
2011. január 15-én a Samho hajózási vállalat Samho Jewelry nevű tankere megkezdte az Arab-tengeren az Egyesült Arab Emirátusokból Srí Lankára vezető útját. Az ománi Muscat kikötőjétől 350 tengeri mérföldre rajtaütött egy szomáliai kalózokból álló csoport. A hajót a fedélzeten lévő nyolc koreaiból, tizenegy burmaiból és két indonézból álló legénységgel együtt elfoglalták. Ezután onnan indítottak támadásokat más hajók ellen. A tanker lefoglalásának a hírére Dél-Korea kormánya úgy döntött, hogy a helyszínre küldi a Cshö Jong (최영) rombolót és a speciális haditengerészeti alakulat 30 katonáját.
A Cshungmugong I Szunsin (충무공 이순신급 구축함) típusú Cshö Jong rombolón további 300 ember és 30 kommandós, továbbá két AGM–84 Harpoon rakétakilövő, egy 5-inches haditengerészeti puska, egy 30 mm-es  Goalkeeper CIWS, egy 64 cellás vertikális kilövőrendszer, egy RIM-116 Rolling Airframe Missile kilövőállás volt. A Cshö Jong több kisebb hajót és egy Westland Super Lynx helikoptert hozott magával, amit be lehetett vetni a kalózok ellen. A közelben voltak még az Amerikai Egyesült Államok és Omán haditengerészetének egyes hajói is. Ezzel szemben a kalózok csekély létszámban voltak ott, és csupán gépkarabéllyal, valamint rakéta meghajtású gránátokkal voltak felszerelve.

## Ütközetek
Amint a Cshö Jong látótávolságba került a Samho Jewelryhez képest, azonnal elkezdte követni. Január 18-án a tankeren lévő kalózok egyMongóliában bejegyzett hajót szemeltek ki maguknak. (Annak ellenére, hogy Mongóliának nincs tengerpartja, előszeretettel futnak ki a hajók az ő zászlaja alatt.) Hogy ezt meg tudják akadályozni, a dél-koreai romboló egy gyorsasági motorcsónakot és egy helikoptert küldött a helyszínre. Ennek az lett az eredménye, hogy tűzharc alakult ki a kalózok és a haditengerészek között. A kalózok sikertelenül próbálták meg elfoglalni a mongol hajót. Négyen eltűntek, és valószínűleg meg is haltak. Az összecsapásban három dél-koreai sebesült meg. Az összecsapás után a dél-koreaiak úgy döntöttek, megpróbálják elfoglalni a hajót. Titkosszolgálati értesülések arra utaltak, hogy a fogva tartók már kimerültek, és a szomáliai partok felől erősítés várható.
A haditengerészek Szomália partjaitól 700 tengeri mérföldnyire (1300 km-re) helyi idő szerint január 21-én 04.58-kor elkezdték elfoglalni a hajót. Miközben a haditengerészet kommandósai három gyorsasági motorcsónakkal közeledtek a Samho Jewelry felé, addig Cshö Jong helikoptere figyelmeztető lövéseket adott le az elfoglalt hajóra. Amint a kommandósok a teherhajó fedélzetére léptek, azonnal elkezdődött a tűzharc. A fedélzeten lévő kalózok Ak–47-tel, rakéta meghajtású gránátokkal és kézi fegyverekkel voltak felszerelkezve. A harcok alatt nyolc kalóz meghalt, öt pedig fogságba esett. A Jewelry kapitánya megsebesült, de sebei nem életveszélyesek. Az amerikai haditengerészet USS Shoup hajója abban volt a koreaiak segítségére, hogy az akció végén ennek a segítségével el tudták szállítani a sebesült kapitányt. A támadás összességében öt órán át tartott.

## Következményei
Amint a támadás híre elérte Koreát, a déli ország miniszterelnöke, I Mjongbak televíziós beszédében megdicsérte a harcban részt vevő katonákat. Ezzel együtt figyelmeztette a külvilágot, hogy mindenki ellen erélyesen lépnek fel, akik koreaiakat támadnak meg. A média nagy sikerként értékelte a hadműveletet. Hozzátette, hogy az elmúlt időkben történt észak-koreai támadások – mint például a Jonpjong-szigeti incidens – fényében még inkább figyelemre méltó a dél-koreai vezetés válasza.

## További olvasmányok
- Watts, Anthony J.. Jane's Warship Recognition Guide. London: HarperCollinsPublishers (2006). ISBN 0007183275